# Теце сул Брента
Теце сул Брента (итал. Tezze sul Brenta) је насеље у Италији у округу Виченца, региону Венето.
Према процени из 2011. у насељу је живело 5820 становника. Насеље се налази на надморској висини од 72 м.

## Становништво
Према резултатима пописа становништва 2011. у општини је живело 12.600 становника.
| 1931. | 1936. | 1951. | 1961. | 1971. | 1981. | 1991. | 2001.  | 2011.  |
| ----- | ----- | ----- | ----- | ----- | ----- | ----- | ------ | ------ |
| 5.602 | 5.848 | 6.406 | 6.207 | 6.713 | 8.171 | 9.463 | 10.405 | 12.600 |